# Stadler GTW 2. Generation
Der GTW (für Gelenktriebwagen) von Stadler Rail ist ein Triebzug mit einem fest eingereihten zweiachsigen Antriebsmodul für den Schienenpersonennahverkehr.
Nachdem die SLM im Jahr 1996 die Entwicklung eines eigenen Low-Cost-Triebwagens bekannt gegeben hatte, kündigte Stadler die Zusammenarbeit und die Fahrwerke wurden von Fiat-SIG bezogen. Gleichzeitig wurde das Konzept des dreiteiligen GTW vorgestellt.
Die GTW der zweiten Generation wurden von 2001 bis 2005 ausgeliefert.

## Geschichte

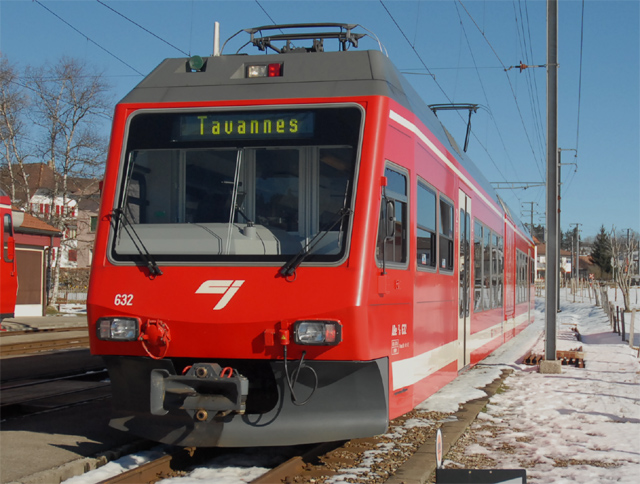
Die Meterspur-GTW der CJ und der YSteC erhielten wie die von den GTW abgeleiteten MGB BDSeh 4/8 Stirnfronten mit abgerundeten Ecksäulen.

Die Meterspur-GTW für die Elektrische Tatrabahn in der Slowakei, die Chemins de fer du Jura (CJ) und die Chemin de fer Yverdon–Ste-Croix (YSteC) in der Westschweiz bilden eine Serie von 20 Fahrzeugen. Der Mittelteil der mit 15 000 Volt bei 16,7 Hz betriebenen YStC lehnt sich an den Normalspur-GTW der Mittelthurgaubahn an, die Gleichstromvariante der beiden anderen Bahnen basiert auf den Meterspurfahrzeugen der Biel-Täuffelen-Ins-Bahn (BTI). Die GTW für die Slowakei erhielten eine Stirnfront wie die BTI-Triebwagen, die für die Schweiz bestimmten GTW bekamen eine neue, weniger eckig wirkende Front.
Bei der abschnittweise als normalspurige Straßenbahn konzipierten Seetalbahn wurden Leitplanken zwischen Straße und Bahngleis installiert, um die Sicherheit des Straßenverkehrs zu verbessern. Seither können nur noch Fahrzeuge mit einer Breite von 2,65 statt wie üblich 3,00 Metern verkehren und die SBB beschafften 17 Schmaltriebwagen RABe 520, die erstmals als dreiteilige GTW ausgeführt wurden. Obwohl die Schmaltriebwagen auch auf Strecken mit Normalprofil zum Einsatz kommen, beträgt die Kastenfestigkeit nur 1200 statt wie bei Normalspurfahrzeugen üblich 1500 kN. Die wegen des schmalen Lichtraumprofils enge Bestuhlung ist besonders für die Reisenden der ersten Klasse nicht attraktiv. Die für die schmalen Seetal-GTW erstmals eingebaute Führerkabine aus glasfaserverstärktem Kunststoff (GFK) wurde in fast allen Stadler-Fahrzeugen verwendet und entwickelte sich zu einem Erkennungs- und Markenzeichen des Schweizer Herstellers. Damit die RABe 520 trotz der 37 ‰ Steigung der Seetalbahn und des dritten Fahrgastmoduls den Fahrplan einhalten können, erhielten sie eine Übersetzung mit einer höheren Zugkraft und einer verringerten Höchstgeschwindigkeit. Außerdem kommen neu entwickelte Laufwerke zum Einsatz, die von Stadler selbst gebaut wurden. Zwei in der Drehgestellmitte angeordnete Luftfedern dienen als Sekundärfederung, nehmen die Ausdrehbewegungen bei Gleisbogenlauf auf und können auch die Notlauffederung im Betrieb ohne Luft übernehmen.

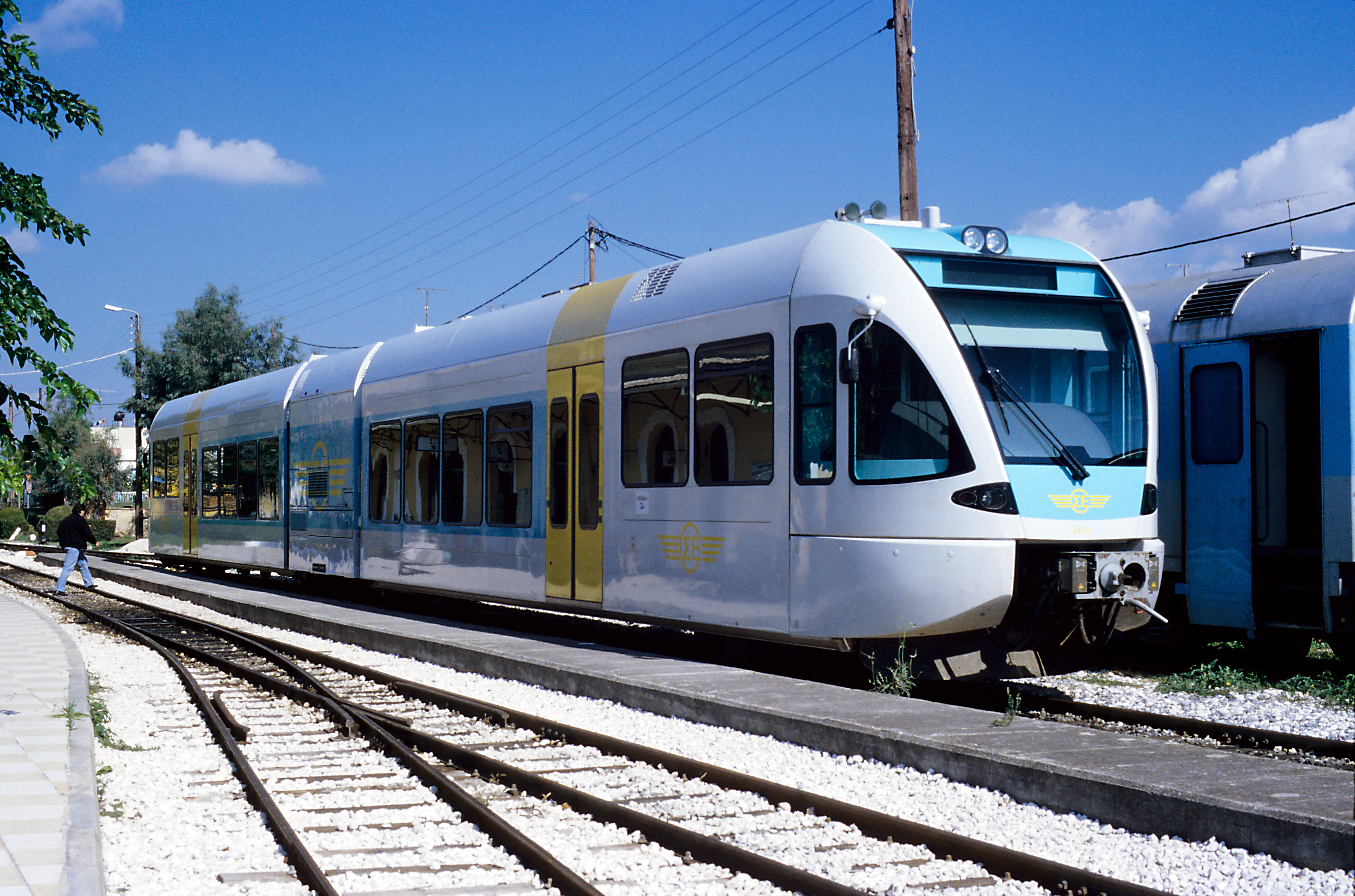
Vor den Olympischen Spielen 2004 beschafften die Griechischen Eisenbahnen 17 normal- und 12 meterspurige (Bild) Diesel-GTW.

Die Seetal-GTW waren der letzte Auftrag, den Stadler zusammen mit Adtranz ausführte. Von der ersten und zweiten Generation konnte Stadler 246 GTW verkaufen. Nach dem Verkauf von Adtranz an Bombardier im Jahr 2000 übernahm Stadler Rail die alleinige Verantwortung für den Bau der GTW. Die Umstrukturierung der Industrie führte zu Nachteilen bei den Bahnunternehmungen, da fast alle Ansprechpersonen wechselten.

## Kunden und Betreiber

### Schweiz

#### Normalspur

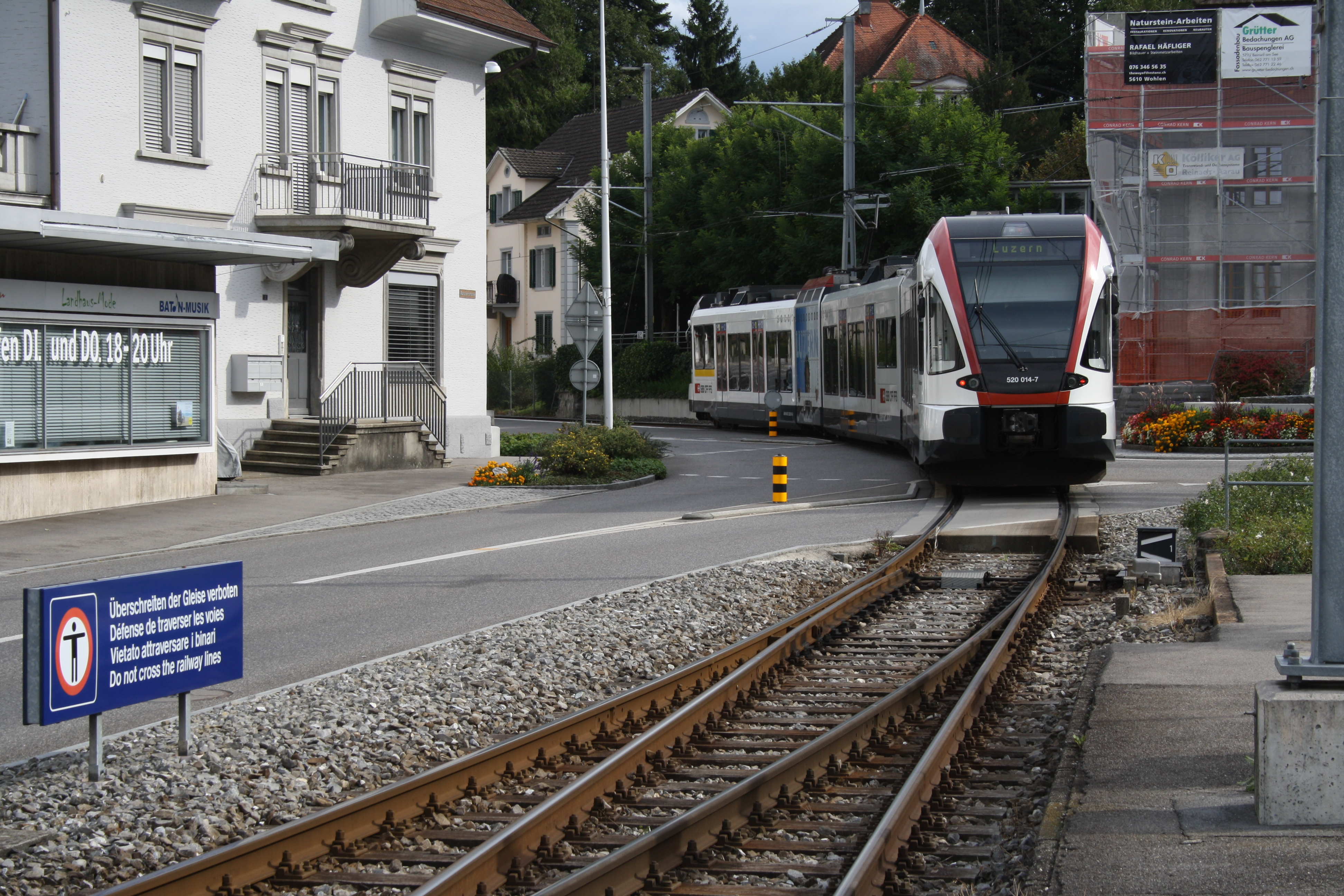
Ein Schmalprofil-GTW RABe 520 der SBB auf der einer Straßenbahn ähnelnden Seetalbahn

- Schweizerische Bundesbahnen (SBB) Seetalbahn
  - RABe 520 000–016 (2003), GTW 2/8 (EVN 94 85 0 520 0xx-x)

Die eigens für die Seetalbahn Lenzburg–Luzern beschafften RABe 520 weichen mit dem schmalen Wagenkasten, der doppelten Anzahl Türen und der für die Perronhöhe der Seetalbahn angepassten Einstiegshöhe von nur 35 statt 55 cm von der Standardausführung ab. Der enge Hüllraum unter den schmalen Wagenkästen führt jedoch zu einem harten Wagenlauf. Die engen Sitze in den schmalen Fahrzeugen und der kurze Sitzteiler von nur 1650 mm in der ersten Klasse tragen zusätzlich zum mäßigen Reisekomfort bei. Die großzügige Reserve von Exemplaren erlaubt es den SBB, die Züge auch abseits ihrer Stammstrecke einzusetzen.
Bis 2020/2021 werden die RABe 520 nach der Hälfte der Nutzungsdauer einer größeren Revision unterzogen. Vorgesehen sind u. a. eine Korrosionsbehandlung der Aluminiumfahrzeuge, eine Neulackierung und ein neues Fahrgastinformationssystem. Zudem wird im mittleren Fahrgastmodul bei einer der beiden Türen der Einstieg auf 550 mm erhöht, damit Rollstuhlfahrer auch an Standardbahnsteigen ohne fremde Hilfe ein- und aussteigen können. Dazu werden die beiden Einstiege im Wageninnern durch eine zweiteilige Rampe verbunden. Anfang November 2018 konnte der erste umgebaute und neu lackierte RABe 520 008 auf Probefahrten zwischen Olten und Sursee beobachtet werden.
Namen:
000-1 Seon, 001-9 Beinwil am See, 002-7 Hochdorf, 003-5 Emmen, 004-3 Mosen, 005-0 Eschenbach, 006-8 Hitzkirch, 007-6 Boniswil, 008-4 Stadt Luzern, 009-2 Schloss Heidegg, 010-0 Staufen, 011-8 Ballwil, 012-6 Hallwil, 013-4 Lenzburg, 014-2 Gelfingen, 015-9 Ermensee, 016-7 Birrwil

- Thurbo (Übernahme von den SBB)
  - RABe 520 000 und 016 (zwei Fahrzeuge, 2003) von SBB übernommen

Das betriebliche Rückgrat von Thurbo bilden die GTW der dritten Generation. Für den Betrieb der Strecke Bülach–Koblenz–Waldshut kaufte Thurbo zwei Seetal-GTW von den SBB. Trotz der Übernahme werden sie weiterhin im Pool mit den beim Mutterhaus verbleibenden Fahrzeugen eingesetzt. Sie sind erkennbar an der Halteranschrift CH-THB.

#### Schmalspur

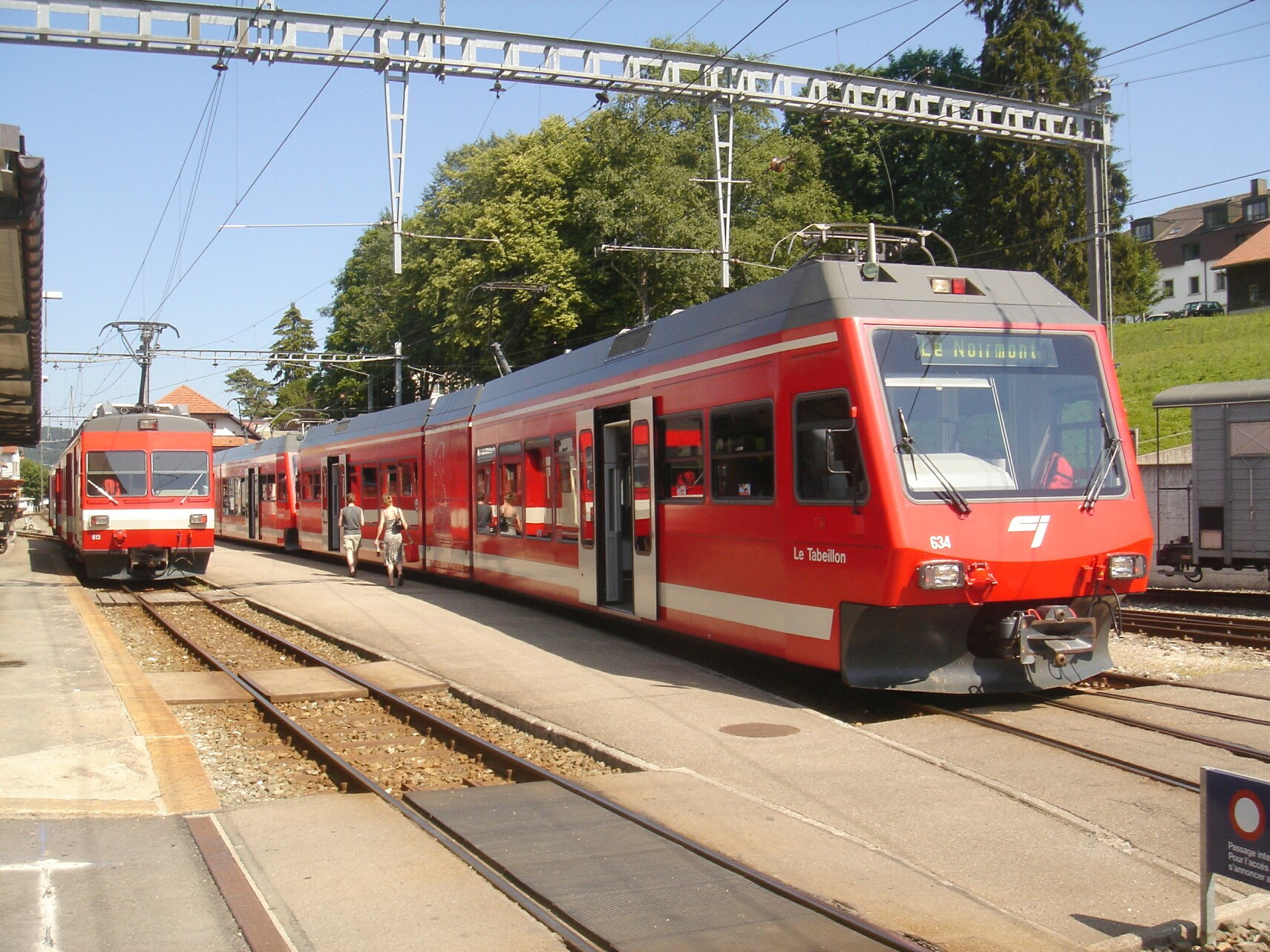
Chemins de fer du Jura (CJ)

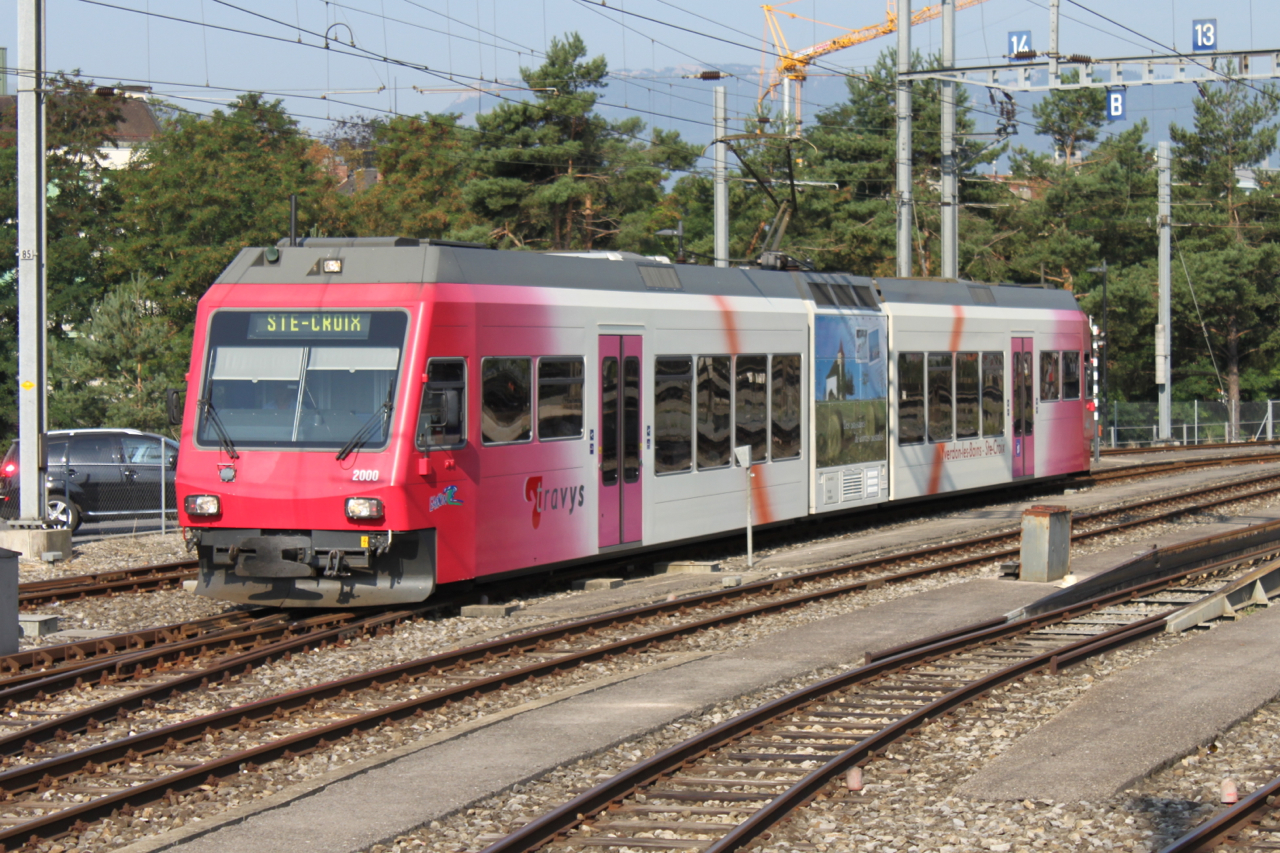
Travys-GTW L'Arnon in Yverdon-les-Bains

- Travys, ehemals Chemin de fer Yverdon–Ste-Croix (YSteC)
  - ABe 2/6 2000–2001 (2001)

20016/17 erhielt der Be 2/6 2000 anlässlich einer Revision ein Erstklassabteil und einen neuen Anstrich.
Namen: 2000 L’Arnon, 2001 La Thièle
- Chemins de fer du Jura (CJ)
  - ABe 2/6 631–634 (2001)

Am 16. Dezember 2012 kollidierte nach einem Sturm der ABe 2/6 631 zwischen Orange und Tramelan-Dessous mit einem großen, auf die Schienen gestürzten Baumwipfel. Der GTW entgleiste und fuhr ein steiles Waldstück hinunter. Nach der anspruchsvollen Bergung wurde der Zug in der RhB-Werkstätte Landquart repariert.
Namen: 631 Pouillerel, 632 Mont Soleil, 633 La Gruère, 634 Le Tabeillon

### Griechenland

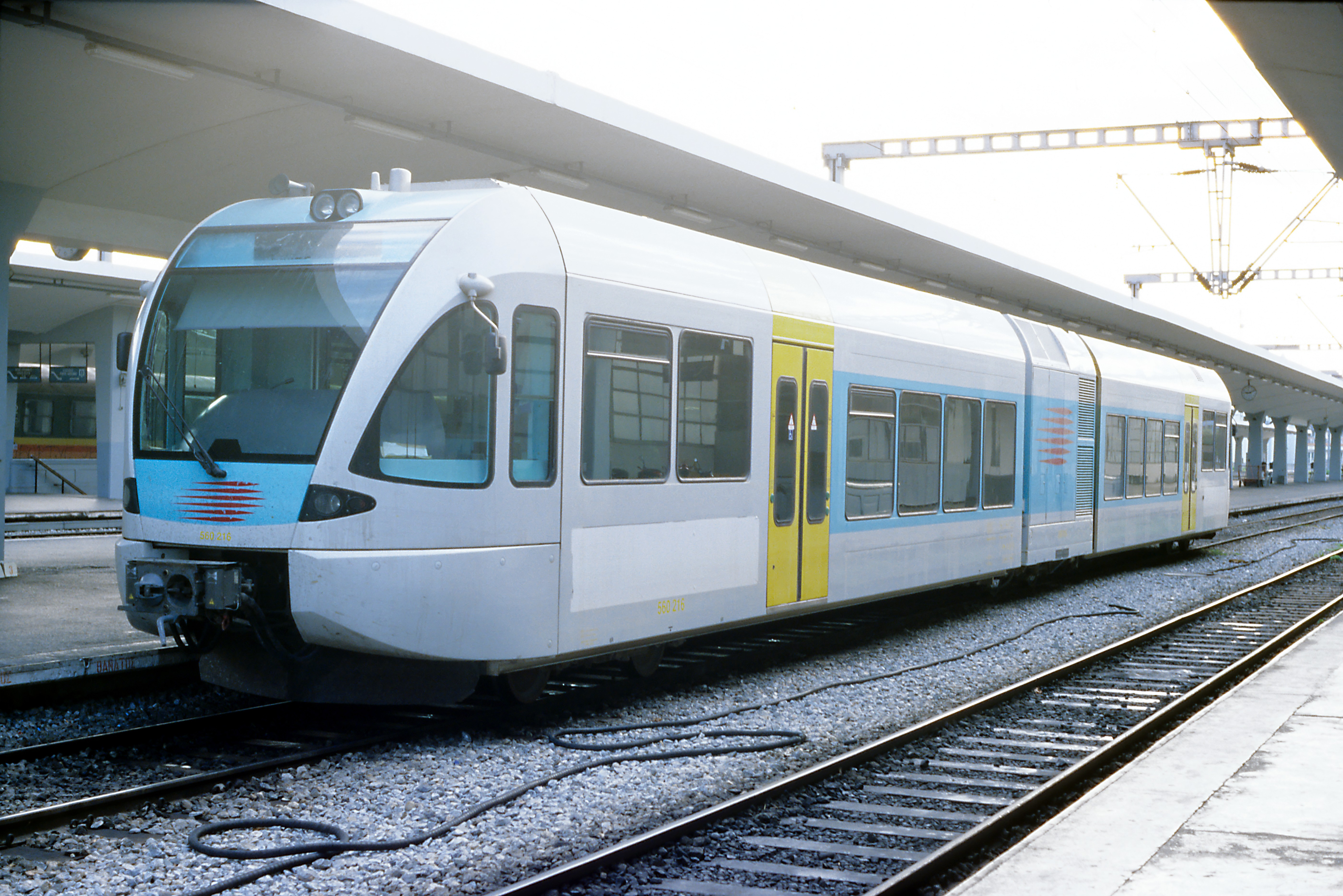
Normalspuriger GTW von Proastiakos im Bahnhof Thessaloniki

- Organismos Sidirodromon Ellados (OSE), Peloponnesbahn
  - 4501–4512 (2003–2004), GTW 2/6 (Meterspur)
- Organismos Sidirodromon Ellados (OSE)
  - 560 101–117/901–917/201–217 (2004), GTW 2/6 (Normalspur)

Die OSE bestellten 1999 normal- und meterspurige Dieseltriebwagen. Während die Normalspurfahrzeuge den Mehrverkehr der Olympischen Sommerspiele im Großraum Athen bewältigen sollten, bestand für die Schmalspurzüge kein Einsatzkonzept. Die Peloponnes-Bahn war wegen schlechten Gleiszustands teilweise außer Betrieb. Die Staatsanwaltschaft ermittelte gegen die Verantwortlichen bei der OSE für den Kauf der Meterspur-GTW. Sie sind für die Gleise und Brücken zu schwer, obwohl durch diverse Anpassungen die Masse verringert wurde. Die Toilette fehlt und die Treibstofftanks sind nur halb so groß wie bei den normalspurigen GTW. 2006 waren sie ohne technische Veränderung in Betrieb. Weil keine stehenden Fahrgäste mitgenommen werden dürfen, verkehren sie oft in Doppeltraktion.
Am 12. Juli 2007 wurden bei einer Frontalkollision eines Güterzuges mit dem GTW 560 103/903/203 am Stadtrand von Athen 53 Fahrgäste leicht verletzt.

### Slowakei

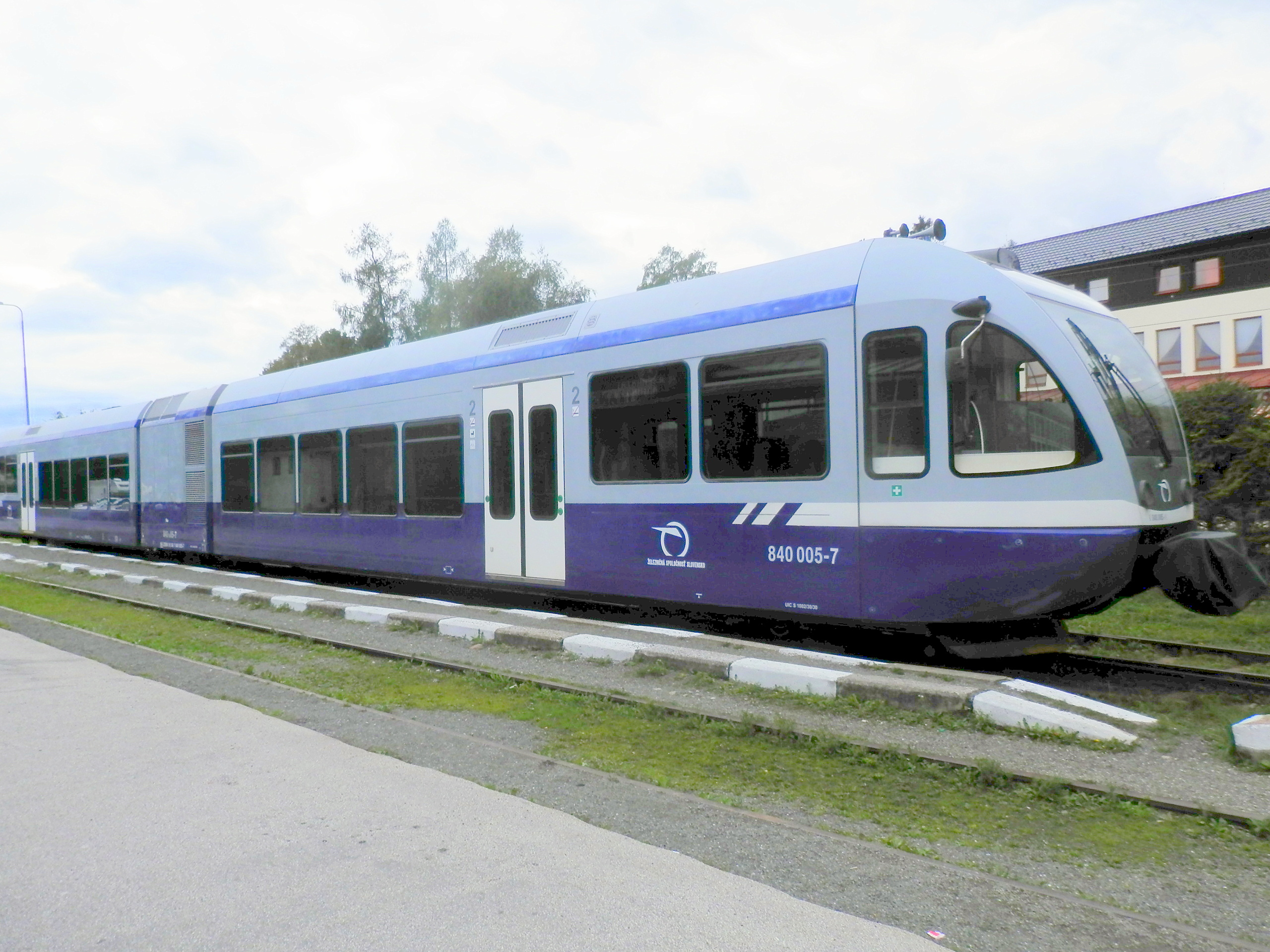
Diesel-GTW 840.005 in Tatranská Lomnica

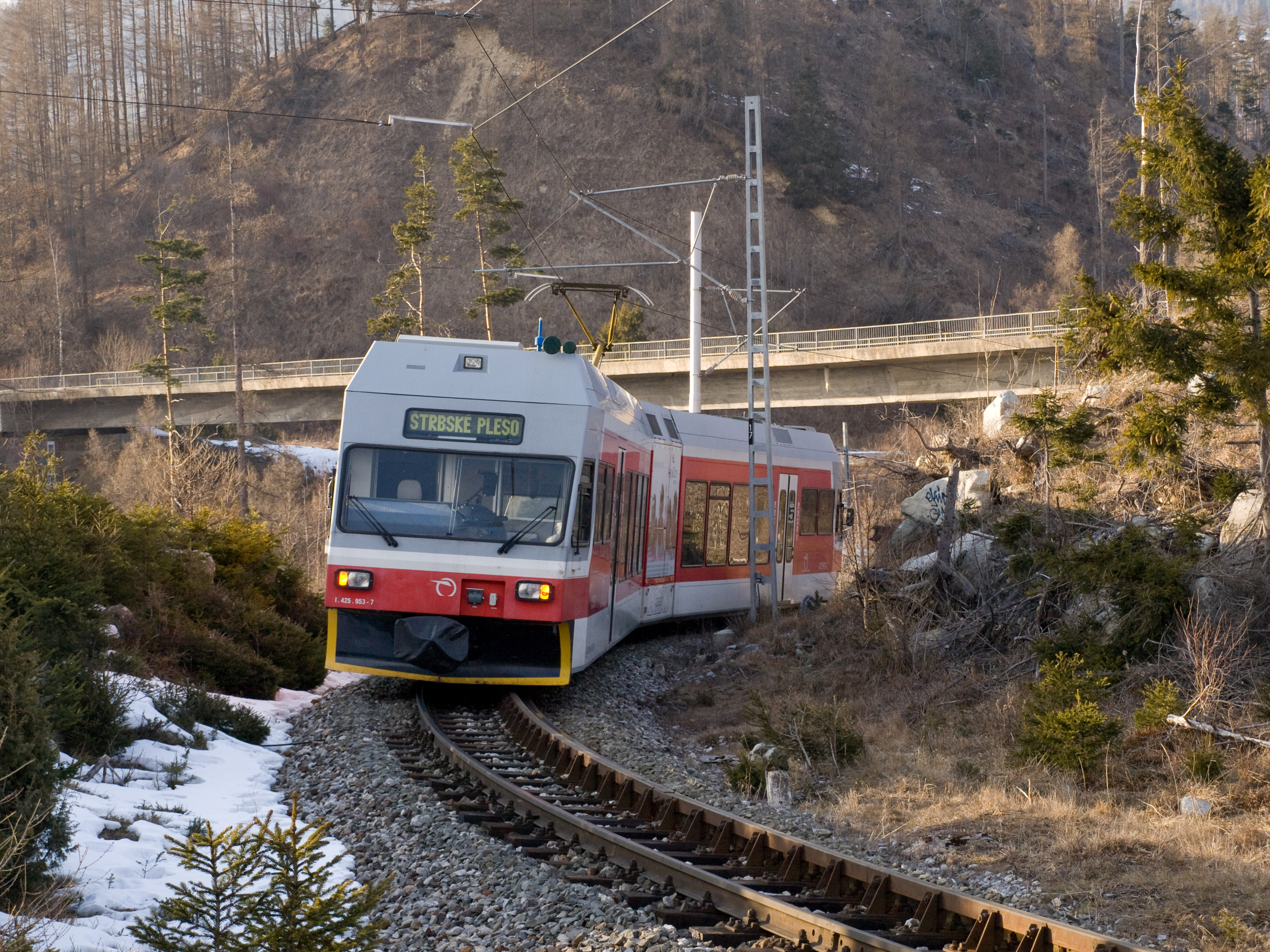
425.953 der Elektrischen Tatrabahn

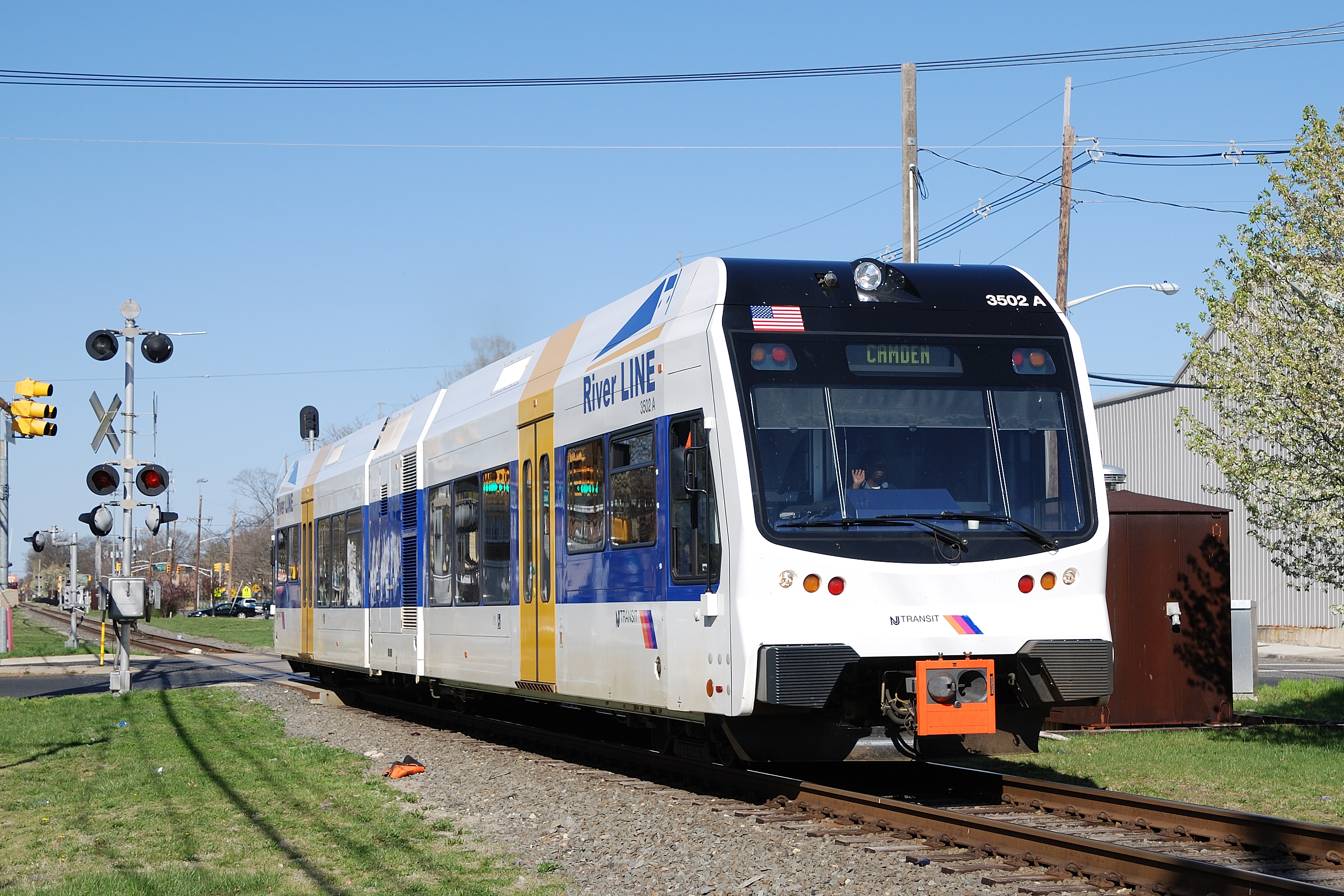
Die Diesel-GTW für New Jersey Transit mussten den US-amerikanischen Vorschriften entsprechend im Frontbereich verstärkt werden. Zwei der Züge wurden mit einer An-124 in die USA geflogen.

- Železničná spoločnosť Slovensko (ŽSSK), Elektrische Tatrabahn, Meterspur
  - 425.951–964 (2001–2002), GTW 2/6 (1500 V =), Lizenzbau bei ŽOS Vrútky (EVN 94 56 0 425 9xx-x)
  - 425.965 (2005), GTW 2/6 (1500 V =), gebaut bei ŽOS Vrútky

Im Zusammenhang mit der Bewerbung um die Olympischen Winterspiele 2006 bestellten die damaligen Eisenbahnen der Slowakischen Republik (ŽSR) neue Triebwagen für die in der Hohen Tatra gelegene Elektrische Tatrabahn (TEŽ). Die ab 2000 gelieferten Meterspur-GTW lösten innerhalb kürzester Zeit die überalterten Triebwagen der Baureihe 420.95 ab.

2018 bestellen ŽSSK GTW der vierten Generation mit gemischten Adhäsions- und Zahnradbetrieb.
- Železničná spoločnosť Slovensko (ŽSSK), Normalspur
  - ŽSSK 840.001–006 (2002–2003), GTW 2/6; Dieseltriebwagen (EVN 95 56 7 840 00x-x)

Wegen der guten Zusammenarbeit erhielt Stadler einen weiteren Auftrag für die dieselgetriebene Reihe 840. Der Bau der Endwagen erfolgte bei ŽOS Vrútky.
Im Jahr 2006 wurden die Diesel-GTW von Zvolen nach Poprad umstationiert.

### USA
- New Jersey Transit, River Line (Camden–Trenton)
  - 3501–3520 (2002–2003), GTW 2/6 (Dieseltriebwagen)

Die 55 Kilometer lange River Line ist ein Nahverkehrssystem in Philadelphia. Die sehr speziellen Züge verkehren auf einer ehemaligen Güterverkehrsstrecke und gelangen auf einer straßenbahnartig mit engen Bogenradien trassierten Strecke ins Stadtinnere. Sie sind wie die GTW in Austin mit Blinkern und einem an den Straßenbahnbetrieb angepassten Bremssystem ausgestattet.

## Variantenübersicht
Stadler bezeichnet nach dem Vorbild der Schweizer Serienbezeichnungen die verschiedenen Varianten mit einem x/y, wobei x die Anzahl der angetriebenen Achsen angibt und y die Anzahl der Achsen insgesamt.
Die Abkürzungen der Bahnunternehmungen sind mit dem entsprechenden Abschnitt im Kapitel Kunden und Betreiber verlinkt.
| Stadler GTW – zweite Generation            | Stadler GTW – zweite Generation | Stadler GTW – zweite Generation | Stadler GTW – zweite Generation | Stadler GTW – zweite Generation | Stadler GTW – zweite Generation | Stadler GTW – zweite Generation | Stadler GTW – zweite Generation | Stadler GTW – zweite Generation |
| ------------------------------------------ | ------------------------------- | ------------------------------- | ------------------------------- | ------------------------------- | ------------------------------- | ------------------------------- | ------------------------------- | ------------------------------- |
| Bauartbezeichnung:                         | OSE 560                         | OSE 4500                        | ŽSSK 425.95                     | CJ ABe 2/6                      | YSteC Be 2/6                    | ŽSSK 840                        | NJT GTW                         | SBB RABe 520                    |
| Nummerierung:                              | 561–577                         | 4501–4512                       | 951–965                         | 631–634                         | 2000–2001                       | 001–006                         | 3501–3520                       | 520 000–016                     |
| Anzahl:                                    | 17                              | 12                              | 14 + 1                          | 4                               | 2                               | 6                               | 20                              | 17                              |
| Baujahre:                                  | 2002–2003                       | 2003–2004                       | 2001, 2005                      | 2001                            | 2001                            | 2002–2003                       | 2003                            | 2002                            |
| Achsformel:                                | 2’Bo2’                          | 2’Bo2’                          | 2’Bo2’                          | 2’Bo2’                          | 2’Bo2’                          | 2’Bo2’                          | 2’Bo2’                          | 2’2’Bo2’                        |
| Spurweite:                                 | 1435 mm                         | 1000 mm                         | 1000 mm                         | 1000 mm                         | 1000 mm                         | 1435 mm                         | 1435 mm                         | 1435 mm                         |
| Länge über Kupplung/Puffer:                | 35,189 m                        | 35,1 m                          | 33,184 m                        | 33,004 m                        | 33,784 m                        | 38,470 m                        | 31,2 m                          | 53,434 m                        |
| Breite:                                    | 3000 mm                         |                                 | 2700 mm                         | 2700 mm                         | 2700 mm                         | 3000 mm                         |                                 | 2650 mm                         |
| Längsdruckkraft:                           | 1500 kN                         |                                 | 800 kN                          | 800 kN                          | 800 kN                          | 1500 kN                         |                                 | 1200 kN                         |
| Achsstand Antriebsmodul: Laufdrehgestelle: | 2100 mm                         |                                 | 1800 mm 1600 mm                 | 1800 mm 1600 mm                 | 1800 mm 1600 mm                 | 2100 mm 1600 mm                 |                                 | 2100 mm                         |
| Dienstmasse:                               | 56 t                            | 54 t                            | 38 t                            | 41 t                            | 46,5 t                          | 57,8 t                          | 55 t                            | 78,5 t                          |
| Höchstgeschwindigkeit:                     | 115 km/h                        | 100 km/h                        | 80 km/h                         | 90 km/h                         | 80 km/h                         | 115 km/h                        | 110 km/h                        | 115 km/h                        |
| Kurzzeitleistung:                          | 400 kW                          | 400 kW                          | 600 kW                          | 600 kW                          | 592 kW                          | 420 kW                          | 400 kW                          | 760 kW                          |
| Dauerleistung:                             |                                 |                                 | 320 kW                          | 320 kW                          | 320 kW                          |                                 |                                 | 520 kW                          |
| Anfahrzugkraft:                            | 55 kN                           |                                 | 65 kN                           | 65 kN                           | 65 kN                           | 69 kN                           |                                 | 77 kN                           |
| Treibraddurchmesser (neu): Laufrad (neu):  | 860 mm 750 mm                   |                                 | 750 mm 680 mm                   | 750 mm 680 mm                   | 750 mm 680 mm                   | 860 mm 750 mm                   |                                 | 860 mm 750 mm                   |
| Stromsystem:                               | dieselelektrisch                | dieselelektrisch                | 1500 V =                        | 1500 V =                        | 15 kV, 16,7 Hz                  | dieselelektrisch                | dieselelektrisch                | 15 kV, 16,7 Hz                  |
| Hersteller Dieselmotor: Bauart: Leistung:  | MTU Zwölfzylinder-V 550 kW      | MTU Zwölfzylinder-V 550 kW      | –                               | –                               | –                               | MTU Zwölfzylinder-V 550 kW      | –                               | –                               |
| Sitzplätze erste Klasse: zweite Klasse:    | – 94                            | – 76                            | – 108                           | 9 78                            | – 100                           | – 110                           | –                               | 12 127                          |
| Stehplätze (4 Pers./m²):                   | 106                             |                                 | 92                              | 89                              | 74                              | 119                             |                                 | 179                             |
| Fußbodenhöhe Niederflur: Hochflur:         | 585 mm 1000 mm                  |                                 | 370 mm 845 mm                   | 370 mm 845 mm                   | 370 mm 845 mm                   | 615 mm 1000 mm                  |                                 | 400 mm 1000 mm                  |
| Kupplungstyp:                              | Scharfenberg                    | Scharfenberg                    | +GF+                            | +GF+                            | Ausgleichskupplung              | +GF+                            | Scharfenberg                    | Schwab                          |
| Luftfederung:                              |                                 |                                 | Lauf- und Triebdrehgestelle     | Laufdrehgestelle                |                                 |                                 |                                 | Lauf- und Triebdrehgestelle     |
| Besonderheiten:                            | Klimaanlage, WC                 |                                 | Klimaanlage                     | WC                              |                                 | Klimaanlage, WC                 |                                 | WC                              |
| Quelle:                                    | [ 25 ]                          | [ 26 ]                          | [ 27 ]                          | [ 28 ]                          | [ 7 ]                           | [ 29 ]                          | [ 26 ]                          | [ 30 ]                          |